# Палаццо Фальсон
35°53′13″ пн. ш. 14°24′11″ сх. д. / 35.887° пн. ш. 14.403111111111° сх. д.
Палаццо Фалсон, раніше відомий як Палаццо Кумбо-Наварра, Каса деї Кастеллетті та Нормандський будинок — середньовічний таунхаус у Мдіні, Мальта. Він був спеціально побудований як сімейна резиденція мальтійським дворянством і названий на честь сім'ї Фалсон. Тепер він відкритий для відвідування як будинок-музей із сімнадцятьма кімнатами історичних домашніх речей і низкою антикварних колекцій.
Вважається, що будівля, зведена приблизно в 1495 році, імовірно, включала частини будівлі 13-го століття. Це робить Палаццо Фалсон другою найстарішою будівлею в Мдіні після першого поверху Палаццо Санта-Софія. Під час правління Ордену Святого Іоанна будівля приймала Філіпа Вільєра де Л'Іль-Адама, першого великого магістра на Мальті. У середині XVI століття будівлю розширили. Її архітектор невідомий, але характерні вікна верхнього поверху могли бути роботою Якобо Дімега.
Палаццо Фалсон був придбаний Улофом Фредеріком Ґолчером у 20 столітті, і він відреставрував і змінив частини будівлі. Нині вона належить фонду, заснованому Ґолчером, а з 2007 року відкрита для публіки як історичний будинок-музей Палаццо Фалсон, яким керує Fondazzjoni Patrimonju Malti, мальтійський фонд спадщини. Тут представлені постійні колекції, які спочатку належали Ґолчеру, а іноді й інші тимчасові експонати з приватних колекцій.
Будівля була включена до списку старожитностей 1925 року, з 1992 року вона є власністю 1 класу та входить до списку Національного переліку культурних цінностей Мальтійських островів.

## Історія
Родина Фальсоне була однією з видатних родин середньовічної Мдіни, і її члени часто брали участь у міських муніципальних справах. Найдавніша згадка про родину датується 1299 роком
Місце Палаццо Фальсон спочатку займало будівлю, відому як La Rocca. До 13 століття був побудований одноповерховий будинок, і згодом на цьому місці існувала синагога. За словами Квентіна Хьюза, перший поверх нинішньої будівлі був побудований приблизно в 1495 році, ймовірно, включаючи частини синагоги. На цьому етапі були завершені зміни у фасаді, включаючи зміну орієнтації будівлі, а також додавання подвійного зубчастого ряду та форми, що обрамляє головний дверний отвір. Ці риси характерні для сікуло-норманського стилю, поширеного в той період.

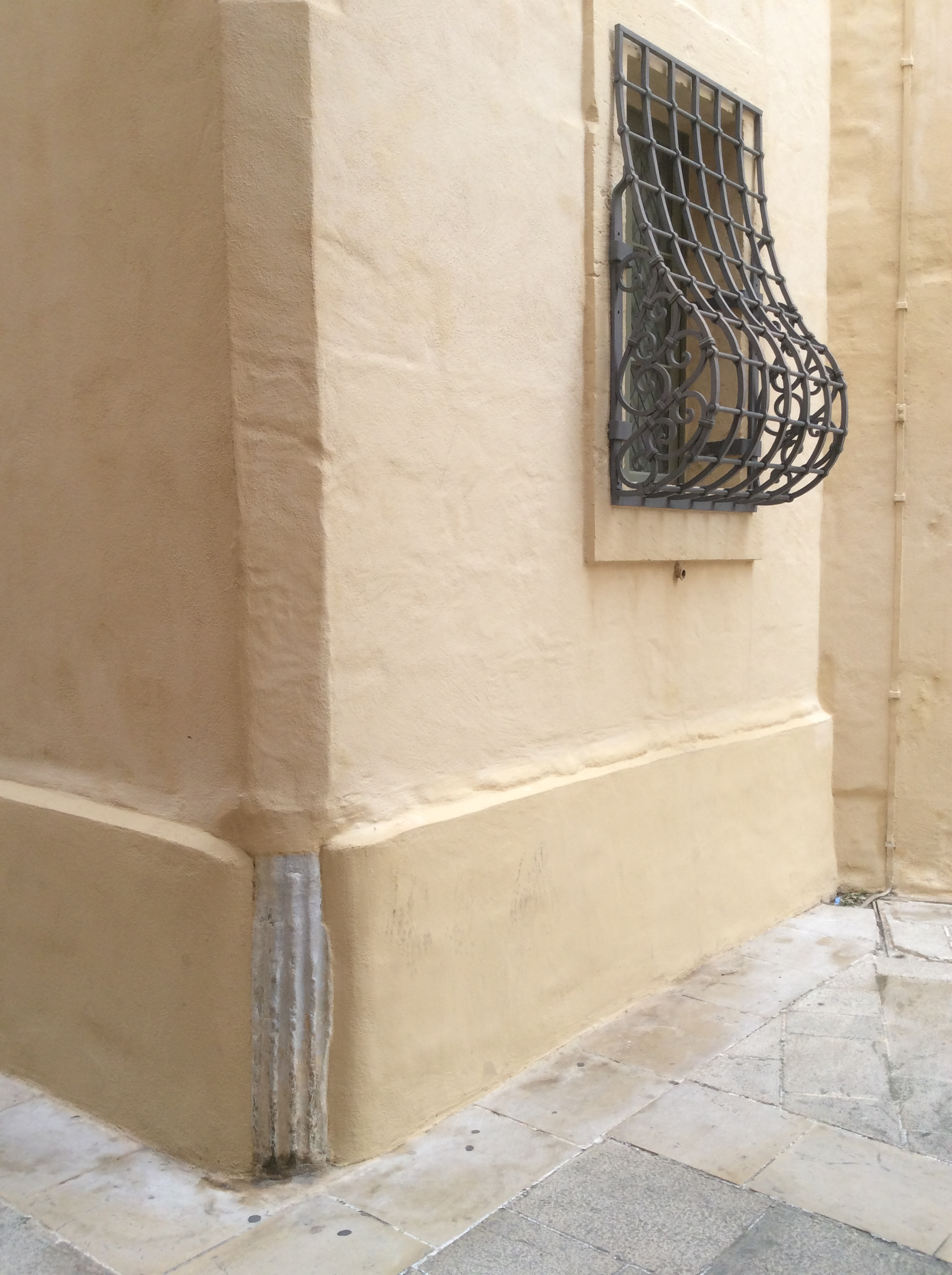
Повторне використання римської колони (внизу ліворуч) і вікна (вгорі праворуч), обидва як частини заднього фасаду

Згідно з легендами, невдовзі після прибуття ордену Святого Іоанна на Мальту, великий магістр Філіп Вільє де Л'Іль-Адам відвідав палац для бенкету після церемонії, під час якої він отримав у володіння Мдіну 13 листопада 1530 року. Візит Л'Іль-Адама до резиденції Фальсоне в Мдіні задокументовано Джованні Франческо Абела в його книзі Della Descrittione di Malta 1647 року, і донедавна резиденцією, про яку йде мова, вважалося Палаццо Фалсон. Однак існує певна невизначеність щодо того, кому належав палац у той час. Документи свідчать про те, що будівля спочатку належала сім'ї Кумбо і що основна гілка сім'ї Фалсоне ніколи не володіла палацом. Проте деякі джерела стверджують, що в XVI столітті будівля належала Амбросіо де Фальсоне, голові міської ради, а в 1524 році її успадкував його двоюрідний брат, віцеадмірал Мікеле Фальсоне. Кажуть, що останній вніс додаткові зміни в будівлю, включаючи додавання вікон зі стійками на другому поверсі. Ці вікна відомі в італійській та мальтійській архітектурі як біфори. Декоративні вікна, ймовірно, були розроблені місцевим архітектором Якобо Дімегом (1464—1527).
Будівля зрештою перейшла до Маттео Фалсона, який був майстром жезла. Він втік на Сицилію в 1574 році після того, як його переслідувала інквізиція за свої лютеранські погляди. Палац був захоплений інквізицією, і він зрештою перейшов до родини Кумбо-Наварра.
У 1657 році палац належав Уголіно Кумбо Наваррі, а після його смерті його успадкувала його тітка Гусмана Кассар. Вона передала будівлю своєму племіннику Федеріко Фальсоне, який не належав до основної гілки родини і, ймовірно, ніколи не жив у палаці. Згодом будівля перейшла до рук родини Мускаті-Фальсоне-Наварра, а до 1920-х років вона належала графу Франческо Палермо Наварра Бонічі, жителю Катанії. Протягом століть у будинок внесено низку змін, серед них — зменшено розмір будівлі поділом її на кілька приміщень.
У 1927 році Улоф Ґолхер та його мати придбали частину палацу у графа Наварри Бонічі за 680 фунтів стерлінгів, а пізніше він купив решту палацу в 1938 році за 550 фунтів стерлінгів. Ґолхер був колекціонером мистецтва, і він переніс свої колекції до палацу, який він назвав Нормандським будинком, оскільки на той час його архітектурні особливості вважалися сікуло-нормандськими. У 1929 році фасад палацу відреставрували, але в процесі цього також змінили частини інтер'єру. Найзначніші зміни, внесені Ґолхером, можна побачити у внутрішньому дворику, де він побудував зовнішні сходи в стилі сикуло-ренесансу, а також псевдосікуло-норманський фонтан. Він також додав дверний отвір зі стрільчастою аркою, який доповнював головний портал фасаду.

### Олоф Ґолчер

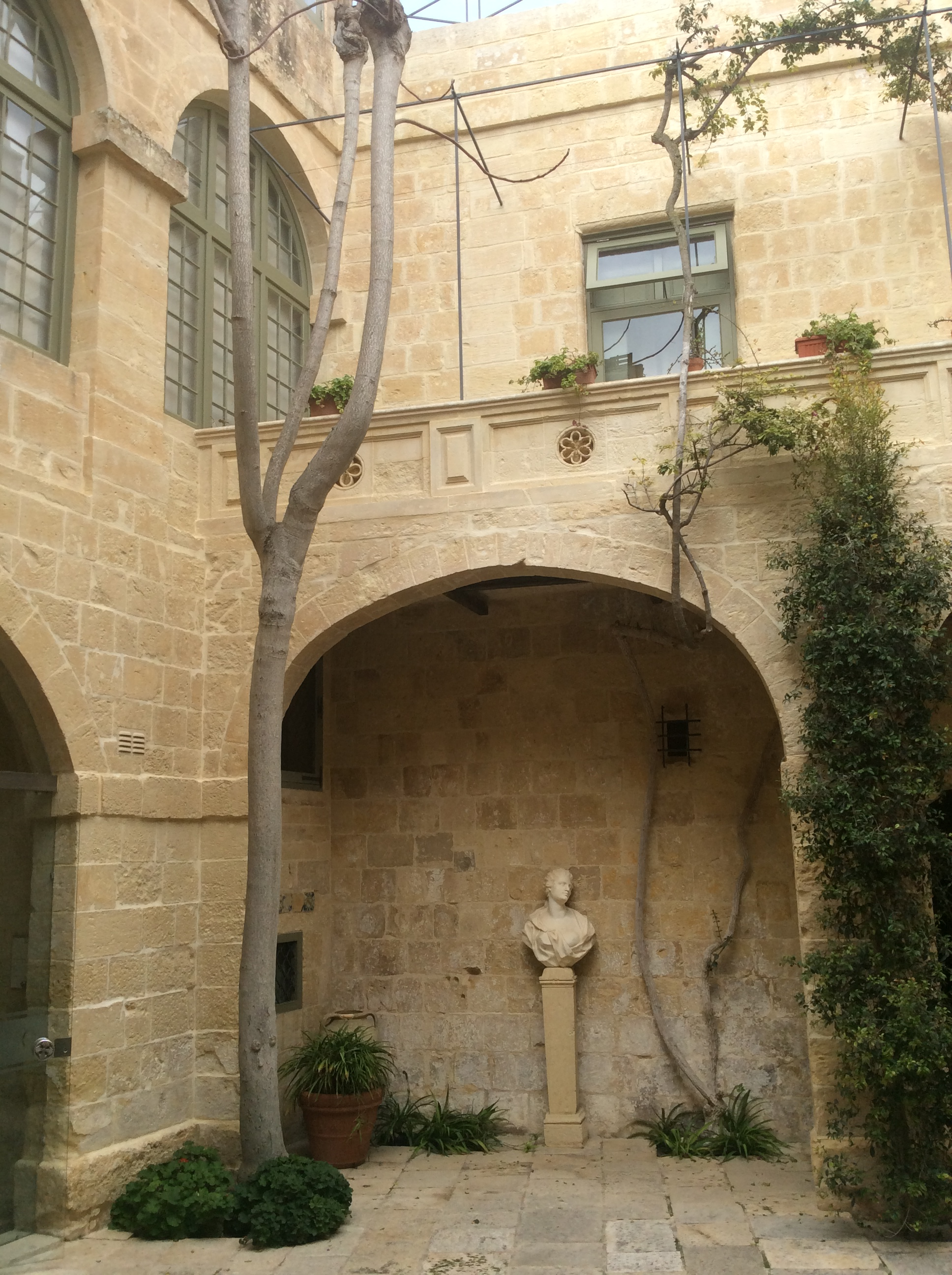
Двір або сад

Улоф Фредерік Ґолхер народився у Валлетті в 1889 році в родині шевальє Густава Ґолхера (1854—1922) та Елізи Ґолхер, уродженої Бальбі (1857—1935). Сім'я мала шведське походження і володіла судноплавним бізнесом, який досі працює на Мальті під назвою The Gollcher Group.
У 1914 році Ґолчер приєднався до британської армії і згодом брав участь в обох світових війнах, отримавши звання капітана в 1945 році У 1936 році він був названий лицарем Благодаті Ордена лікарні св. Іоанна Єрусалимського. Через рік він був призначений офіцером найвидатнішого ордена Британської імперії (OBE). У 1947 році він одружився з Терезою «Нелла» Лючією, уродженою Пріор (1890—1962). Нелла працювала офіцером медсестринського відділення лікарні швидкої допомоги Сент-Джона, а пізніше стала почесним секретарем.
Ґолчер був затятим колекціонером, художником і ентузіастом культури. Його величезна колекція включає картини, меблі, східні килими, срібло, книги та ювелірні вироби. Він також був членом Комітету старожитностей Мальти та секретарем Міжнародного інституту середземноморської археології та Відділення підводної археології Мальти. Нині в музеї експонується ряд археологічних експонатів.
Капітан Ґолчер мав намір відкрити будинок і його колекцію для відвідування. Після його смерті в 1962 році обидва зрештою були передані Мистецько-археологічній фундації капітана OF Gollcher OBE, але лише в 2001 році почалася реставрація будинку та колекцій. Музей відкрив свої двері для відвідувачів у 2007 році та продовжує працювати під керівництвом Fondazzjoni Patrimonju Malti.

### Музей та його колекція

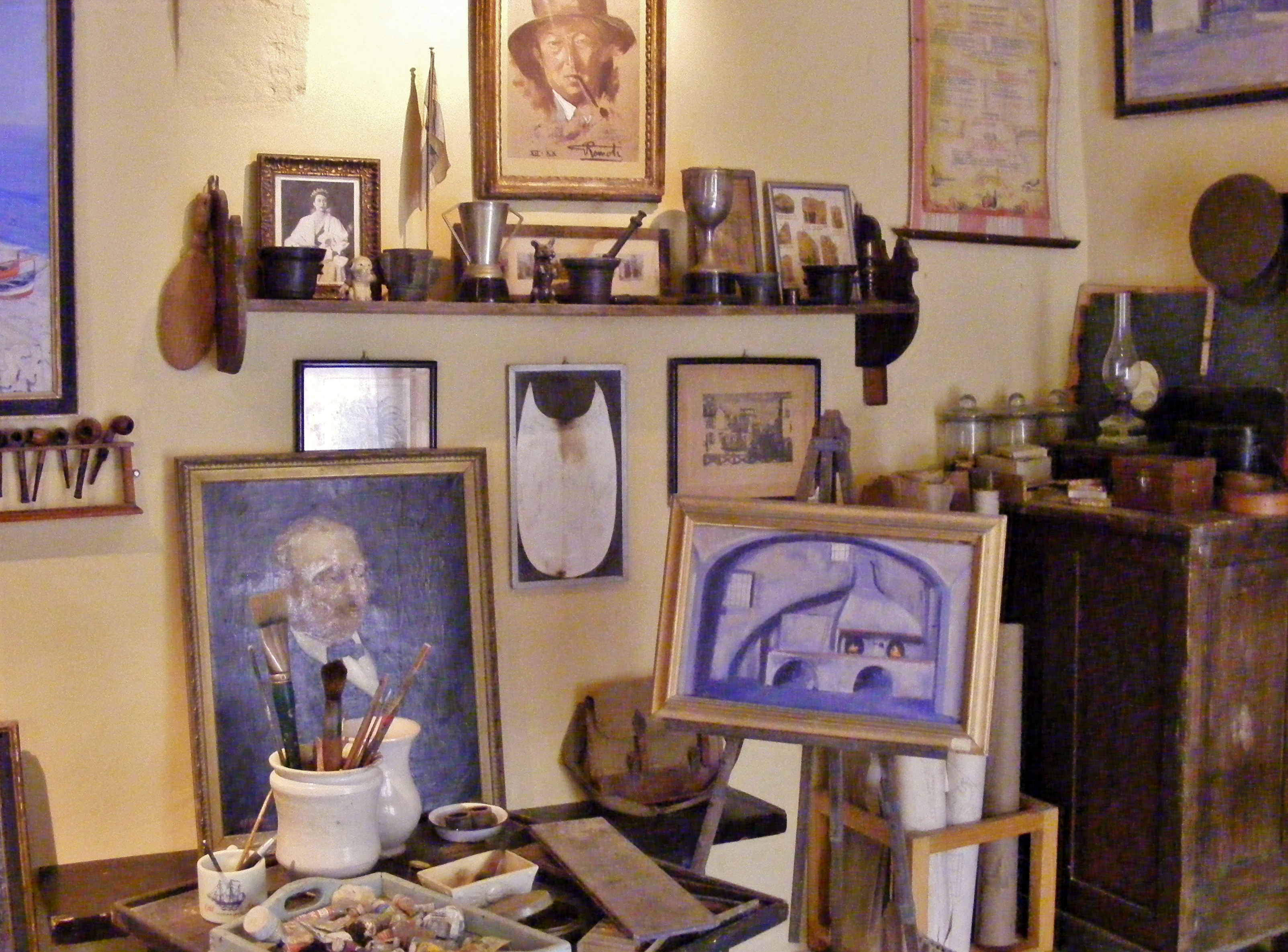
Студія в Палаццо Фальсон

Музей розділений на 17 залів, які створюють атмосферу домашнього затишку. Вони включають кухню, збройову палату, галерею килимів, а також бібліотеку, студію та кабінет капітана Ґолчера.
Одним із найрідкісніших експонатів у музеї є 10-годинний годинник часів Французької революції. Цей годинник є одним із лише трьох таких годинників, які, як відомо, збереглися від виробника Роберта Робіна (1742—1799). Він позначений 2-м у серії.  Робін був улюбленим майстром годинників короля Людовіка XVI (правління 1774—1791), але на початку революції десятковий час він виготовив цей годинник. 

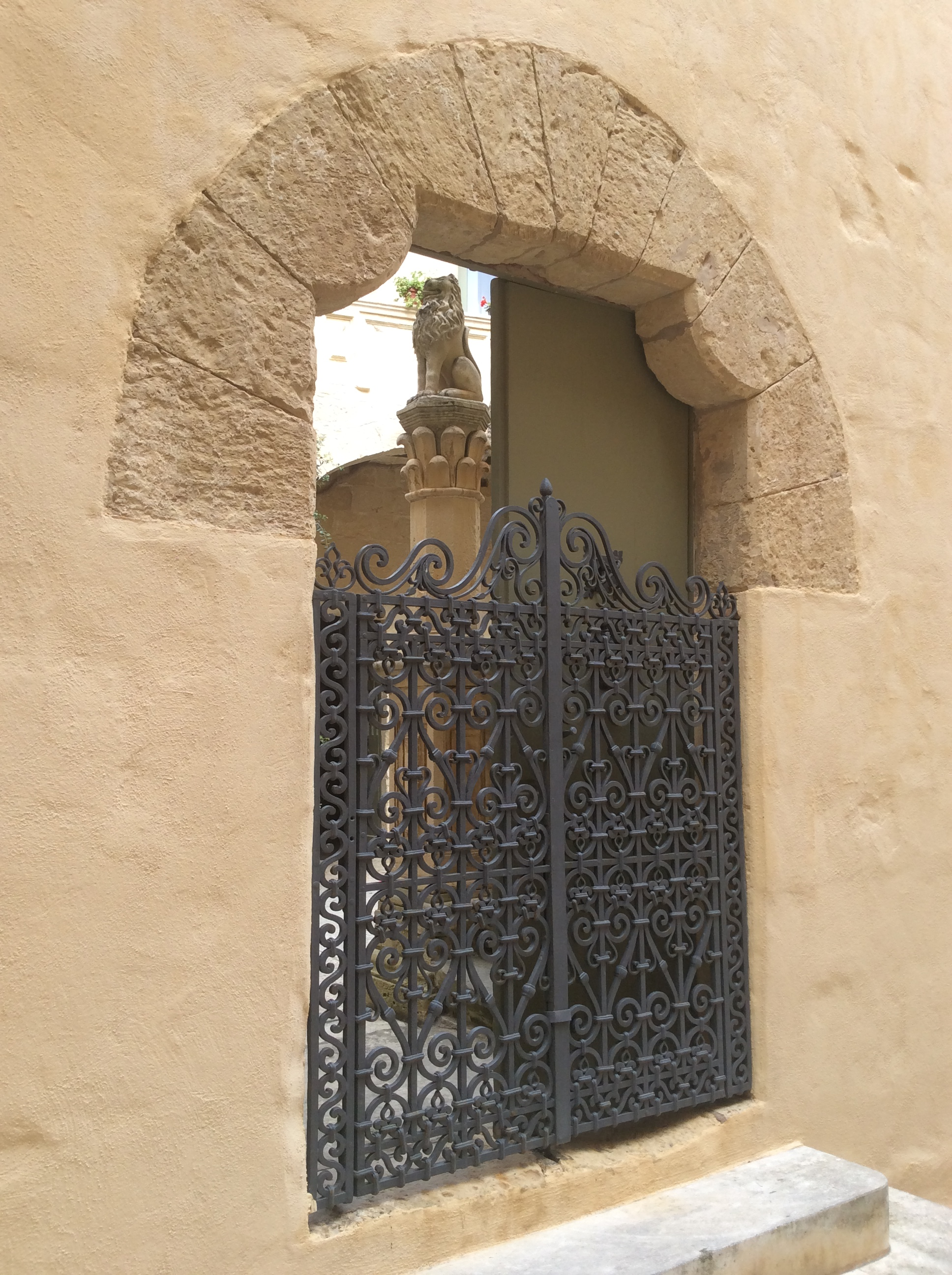
Другорядний вхід

Інші предмети, які заслуговують на особливу увагу, включають картину «Портрет хлопчика», яку приписують іспанському художнику епохи бароко Бартоломе Естебану Мурільо (1617—1682); чотири невеликі малюнки, що представляють Чотири Пори року, традиційно приписувані французькому художнику Ніколя Пуссену (1594—1665), та пейзажний етюд тушшю та малюнком британського художника та поета 19-го століття Едварда Ліра (1812—1888), зроблений під час одного з його перебування на Мальті. Важливі гравюри включають серію італійського художника епохи бароко Сальватора Рози (1615—1673).
Колекція не обмежується лише живописом і декоративним мистецтвом, він також зібрав типові предмети побуту або предмети, що становлять унікальний історичний інтерес. Серед найбільш цікавих предметів є пояс цнотливості, який, як вважають, носили в середні віки як знак вірності жінки, коли її чоловік був на війні. Зараз пояс цнотливості заведено вважати вигадкою вікторіанської епохи та предметом цікавості.
У музеї також є кілька мальтійських глиняних посудин, які традиційно використовували для приготування рагу з кроликів. Вони відомі як «Іль-Бакра», що мальтійською мовою перекладається як «корова» і означає форму горщика, схожого на коров'ячий. Сьогодні ці горщики вийшли з ужитку.
У колекції Ґолчера було багато срібних виробів, від декоративних статуеток до кавників та іншого посуду. До неї входили два великих срібних нефи. Нефи, або срібні кораблі, використовувалися на обідньому столі не тільки як прикраса, а й для утримання та розподілу солі, перцю та інших приправ. Іноді їх також застосовували для зберігання серветок або столових наборів.

#### Бібліотека
За своє життя капітан Ґолчер зібрав колекцію з 4500 книг і рукописів, які досі зберігаються в бібліотеці музею. Ця дивовижна колекція була каталогізована, і назви можна переглянути на вебсайті. Кілька книг також оцифровано у співпраці з Музеєм Хілла та бібліотекою рукописів Університету Сент-Джона, Міннесота (США), і можна переглянути цифрові версії за спеціальним запитом.
Колекція охоплює широкий спектр тем, які відображають різноманітний інтерес капітана Ґолчера до історії мистецтва, біографій та двох світових війн, щоб згадати лише деякі. Він також збирав книги Melitensia (тобто книги про Мальтійські острови або написані мальтійськими авторами чи опубліковані на Мальті), включаючи Dell'Istoria della Sacra Religione Джакомо Босіо 1594 року та її оновлення Бартоломео Дель Поццо.
Іншою відомою книгою в багатій колекції палаццо є путівник під назвою «Північна Франція Бедекера», виданий у 1894 році. Бедекери опублікували понад 1000 різних видань для мандрівників, встановлюючи стандарти ясності та точності карт. Крім того, тут можна знайти дев'яте видання «Британської енциклопедії» 1875 року в шкіряній палітурці та «Історію мальтійських лицарів» (1728).

#### Тимчасові виставки
Музей регулярно проводить тимчасові виставки, на яких висвітлюються окремі предмети з колекції капітана Ґолчера, які доповнюються артефактами, позиченими з інших музеїв і приватних колекцій Мальти. Виставки, як правило, супроводжуються публікацією каталогу та календарем заходів, таких як галереї та дитячі майстер-класи.

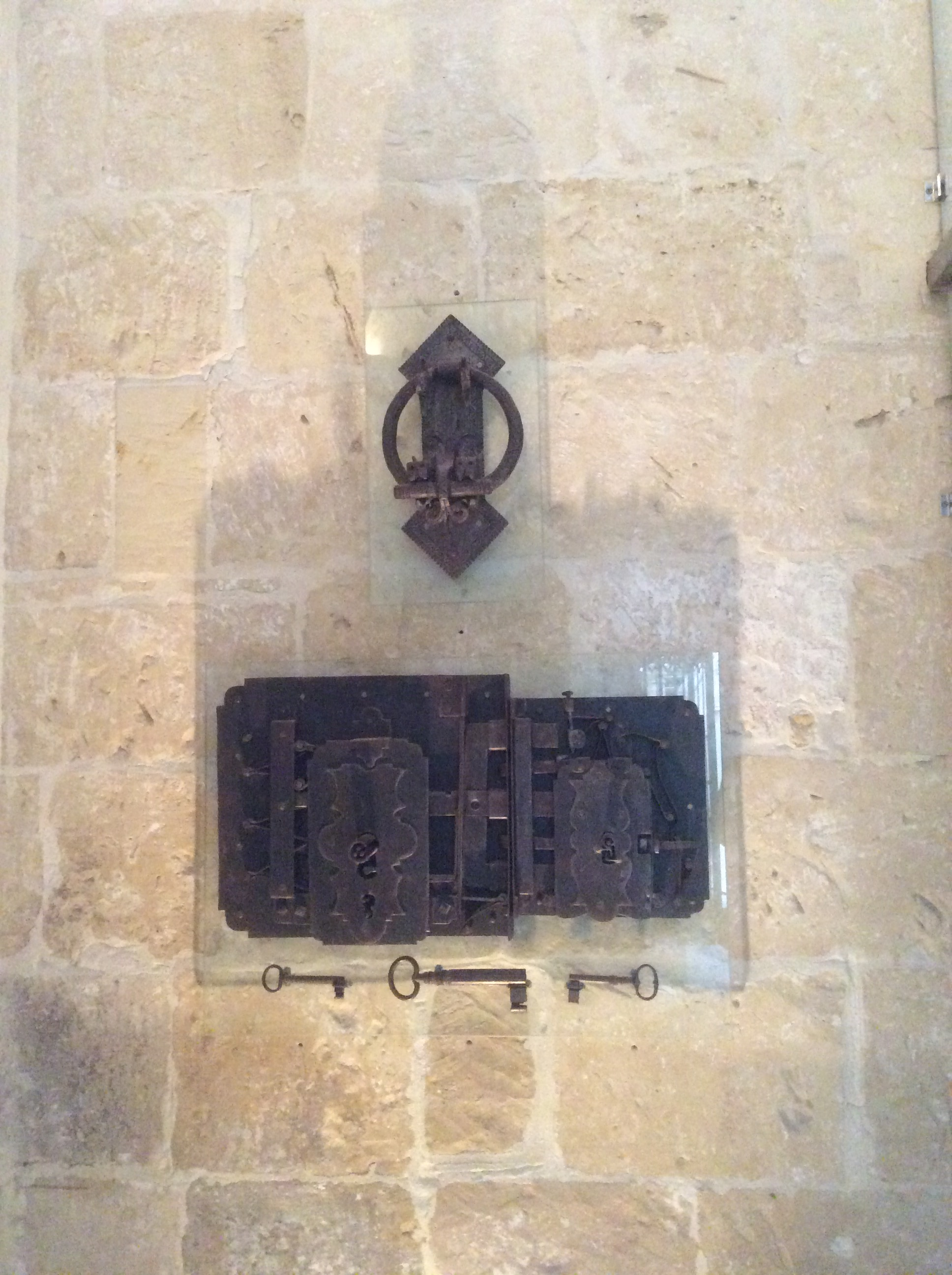
Залишки оригінальних дверей будівлі в постійній експозиції

Перша виставка, яка відбулася у 2009 році, мала назву «Свистки: від ритуалів до іграшок». Загалом показали 150 різних свистків, які демонструють різне їх використання протягом історії. На виставці є зразки від старовинних мальтійських свистків до пташиних голосів, а також більш сучасні. Куратором виставки виступила історик музики Анна Борг Кардона.
У 2010 році відбулася виставка люльок. Курильні трубки мали особливе значення в житті Ґолчера. Він належав до групи художників, які називали себе Confraternità della Pipa (Братство Люльки). Ця група регулярно проводила виставки та святкові зустрічі. Виставка під назвою «Люльки: від звички до мистецтва» об'єднала понад 160 люльок, що демонструють історію люльок з усього світу. Куратором виставки виступила Франческа Бальцан.
Виставка, що відбулася у 2011 році, була присвячена флаконам для ароматів. Під назвою «Scent Bottles: From Ceremony to Seduction», на ній було представлено понад 250 екземплярів з місцевих приватних і музейних колекцій. Організатором виставки був Джозеф Галеа Науді.

Експозиція «Акварель і Слова Едварда Ліра» проводилася у 2014 році і присвячена творчості британського художника, поета та письменника Едварда Ліра. Зокрема, вона фокусувалася на його періоді проживання на Мальті, поєднуючи акварелі з відповідними щоденниковими записами, що підкреслювало унікальність особистості художника. Куратором виставки був Джон Варріано, почесний професор історії мистецтва коледжу Маунт Холіок, штат Массачусетс, який опублікував книгу про Ліра на Мальті разом із виставкою.
У 2015 році тематикою антикварних годинників була присвячена виставка «Годинники: від хронометристів до законодавців мод». Куратором виставки був Девід Томпсон, колишній старший куратор відділу годинництва Британського музею. Виставка об'єднала понад 50 годинників і спеціально замовлену анімацію про французький десятковий час.
Виставка «Табакерки: від аксесуарів до предметів мистецтва» відкрилася у 2016 році. Він об'єднав 200 табакерок і пов'язані з ними артефакти, отримані з музейних, церковних і приватних колекцій, які ніколи не бачили, у виставі, яка описувала історію табакерки від найприголомшливіших зразків до різноманіття коробок, створених для зберігання колись дорогоцінний порошок, нюхальний тютюн. Куратором виставки виступила Франческа Бальцан.

## Архітектура
Палац має два поверхи, і він побудований навколо центрального двору. Перший поверх побудований у народному стилі, можливо, включаючи частину більш ранньої синагоги. Piano nobile більш вишукане. Фасад має іспанський вплив, має кілька вікон у каталонському стилі. Двоярусний карниз palline losanghe відокремлює перший поверх від першого, тоді як подібний карниз, але з одним ярусом, розташований на рівні даху. Ці карнизи схожі на карнизи Палаццо Санта Софія в Мдіні та Палаццо Монтальто в Сіракузах. Є також порівняння з Палаццо Марія на Сицилії.